# Sutra

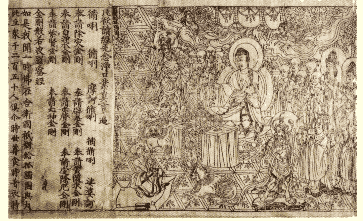
Strona Diamentowej Sutry

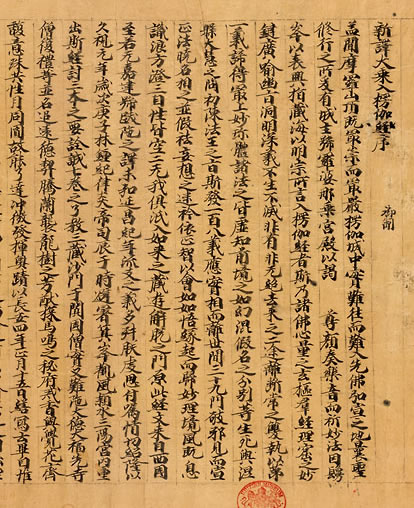
Strona Sutry Lankavatara

Sutra (sans. सूत्र, sūtra; pali sutta, co znaczy „księga” lub „pismo”; chiń. jing 經; kor. kyŏng 경; jap. kyō 経; wiet. kinh; tyb. མདོ, Wylie mdo) – nazwa religijnych ksiąg buddyjskich lub hinduskich. W buddyzmie sutry zawierają nauki Buddy: jego wykłady, dyskusje z uczniami i słuchaczami. W hinduizmie termin sutra oznacza mniej więcej „aforyzm” i odnosi się do mądrości wyrażonej w zwięzły sposób.
Termin ten odnosi się również do późniejszych pism dotyczących ważnych nauk, autorstwa uznanych nauczycieli. Czasem by odróżnić sutrę Buddy od tekstu nauczyciela, ów tekst był nazywany śastrą.

## Buddyzm

### Tripitaka
Pierwsze sutry buddyjskie zostały spisane w języku pali. Część z nich, jako zapis nauczania Buddy, weszła w skład oficjalnego kanonu pism (Tripitaka), natomiast część obejmująca głównie komentarze, nie.

#### Vinaja Pitaka
W buddyzmie mahajana głównym językiem, w jakim zapisywano sutry, był sanskryt. Spora część pism została przetłumaczona z Tripitaki. Vinaja Pitaka (pitaka znaczy kosz) została praktycznie bez zmian (dodano tylko komentarze).

#### Sutta Pitaka (Agama Pitaka)
Sutta Pitaka została przetłumaczona dość swobodnie (przeważnie sutry były dłuższe niż w oryginale palijskim). Buddyści mahajany posługiwali się inną nazwą tego kosza, mianowicie Agama Pitaka, co znaczy „kosz wypowiedzianych słów”.

#### Abhidhamma Pitaka
Trzeci kosz Tripitaki, mianowicie Abhidhamma Pitaka, nie ma swojego odpowiednika w sanskrycie. Powodem tego jest jego późny czas powstania Abhidhamma (ok. 250 roku p.n.e.) – wówczas od ok. 100 lat buddyzm mahajana rozwijał się niezależnie.
Ponadto buddyzm mahajany dodał do swojego kanonu ponad 2500 własnych tekstów (sutr), które powstały w okresie od I w. p.n.e. do X wieku naszej ery. Kanon sanskrycki był dość luźny w porównaniu z palijskim.

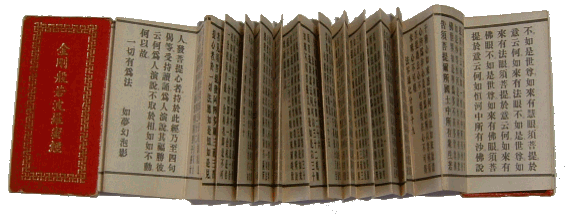
Chińskie wydanie Sutry Diamentowej

Tłumaczenie trwało ponad 100 lat, udało się przetłumaczyć 98 ksiąg, z czego do naszych czasów dotrwało ok. 50, i często są to jedyne istniejące wersje tekstów, bowiem oryginały sanskryckie zaginęły. W roku 517 n.e. cesarz Wu zarządził wydanie Tripitaki.
Teksty buddyjskie były również tłumaczone w innych krajach, gdzie ta religia rozpowszechniała się. Były to przede wszystkim Tybet (wszystkie teksty), Nepal oraz Mongolia.
Niewiele sanskryckich tekstów dotrwało do chwili obecnej. Najstarsze jakie znaleziono pochodzą z IX wieku i zostały odkryte w Nepalu. Młodsze teksty udało się znaleźć w Centralnej Azji oraz Japonii.

### Tłumaczenia sutr
Gdy buddyzm rozkwitł w Chinach w epoce Tang i w IV wieku n.e. Chińczykom pozwolono wstępować do buddyjskich klasztorów, powstała nagląca potrzeba przetłumaczenia sanskryckiej literatury. Było to zadanie trudne i pracochłonne; trudności sprawiała zarówno ogromna objętość tekstów, jak również brak odpowiednich słów w języku chińskim. By tłumaczenie mogło dojść do skutku wprowadzono od 6 do 7 tysięcy nowych słów (znaków). Adaptowano również terminy chińskie zmieniając – czasem stopniowo – ich znaczenie. Wykorzystywano także terminy taoistyczne.
Konieczne były także zmiany polegające na dostosowaniu tłumaczeń do chińskiej gramatyki. Np. pierwsze z Trzech Schronień musiało być wyrażone w sposób 自归依佛 zì guī yī fó (Biorę schronienie w Buddzie), gdy oryginalna fraza ma zupełnie inne brzmienie – Buddhaṃ saraṇaṃ gacchāmi (Do Buddy po schronienie się udaję).
Hindusi preferowali teksty pisane prostym, bezpośrednim językiem. Natomiast Chińczycy przykładali olbrzymią wagę do pięknego, literackiego języka i w tłumaczeniach gubili jasność i bezpośredniość oryginalnych wypowiedzi. Doprowadzało to czasem do starć między mnichami indyjskimi czy z Azji Środkowej a chińskimi tłumaczami. Gdy Zhiqian w III w. przystąpił do tłumaczenia Dharmapady, był nieustannie pouczany przez mnicha indyjskiego Weijinana, który przyniósł do Chin oryginał tekstu, aby nie oddawał słów Buddy w pięknej literackiej, ozdobnej prozie.
Teksty indyjskie zawierały wiele partii repetytywnych. W celu podkreślenia pewnych stwierdzeń, Hindusi powtarzali pewne zdania kilkakrotnie. Czasami – jak w wypadku tekstów w nikajach – takie powtórzenia były śladem ustnej ich tradycji. Ten repetytywny styl zupełnie nie odpowiadał Chińczykom, którzy w tłumaczeniach odrzucali wszelkie powtórzenia.
Teksty pochodzenia indyjskiego bardzo często używały zdań wielokrotnie złożonych; czasem później dopisywano do istniejącego już zdania, zdanie wyjaśniające. Nieraz były one bardzo długie i składały się z kilku tysięcy znaków np. dewanagari. W efekcie trudno czasem był odnaleźć oryginalne zdanie i jego sens. Wszystkie takie interpolacje były przez chińskich tłumaczy odrzucane.
W tekstach indyjskich, nawet już po wyjaśnieniu pewnego problemu w danym akapicie, powtarzano to wyjaśnienie w następnym. Chińscy tłumacze także te partie odrzucali.

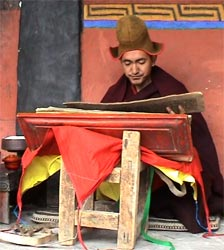
Czytanie sutr mahajany w klasztorze Rizong

Xuanzang stworzył teorię „pięciu rodzajów nieprzetłumaczalnych słów”.
1. Złożone, pełne treści słowa, które nie mogą być wyrażone chińskim odpowiednikiem; np. dhāraṇī. W efekcie zostało ono oddane przez prostą transliterację jako tuoluoni.
2. Słowa polisemantyczne, czyli mające wiele różnych znaczeń; np. bhagavat. Huanzang wyliczył, że słowo to ma 6 różnych znaczeń i wszystkie one są integralną częścią całkowitego zrozumienia terminu.
3. Słowa indyjskie – np. nazwy pewnych zwierząt, roślin, minerałów, miejsc – które nie mają chińskich odpowiedników, gdyż rzeczy, które one nazywają, nie istnieją w Chinach.
4. Słowa tradycyjnie transliterowane lub fonetycznie transkrybowane jak np. anuttara samyaksambuddha. Według Xuanzanga takie słowa były już transliterowane od czasów Kaśjapy Matangi, czyli I wieku n.e.
5. Szczególne terminy, które straciłyby swoje specyficzne znaczenia („smak”) po przetłumaczeniu na język chiński; np. prajñā. Chociaż słowo to oznacza mądrość, to jednak jego pełniejsze znaczenie jest zachowane tylko w transliteracji.

Na początku V w. Kumaradżiwa zorganizował biuro tłumaczeń i wprowadził nowy styl pracy nad tłumaczeniami. Pierwszym etapem było dwukrotne wyjaśnienie przez Kumaradżiwę w j. chińskim znaczenia tekstu. Następnie mnisi-tłumacze dyskutowali między sobą zawartość materiału i starali się przetłumaczyć tekst na literacki j. chiński. Trzecim etapem było porównanie przez Kumaradżiwę tłumaczenia do oryginału sanskryckiego. Trwało to do momentu wyłonienia się adekwatnej, ostatecznej wersji.
Kumaradżiwa różnił się od innych tłumaczy tym, że unikał tłumaczenia sutr słowo po słowie. Jego celem było raczej ukazanie istoty sutry. Starał się także dostosować długość tekstu do gustów chińskich, czyli uczynić go w miarę krótkim.
Nie wahał się także przed zmianą znaczenia znaku chińskiego. Szukał lepszych semantycznych ekwiwalentów i starał się znaleźć lepsze brzmieniowe odpowiedniki sanskryckich słów od używanych do tej pory. 9 takich przykładów podaje Sengrui w swoim wstępie do Pañcavimśati – tekstu przetłumaczonego przez Kumaradżiwę. Np. dotychczasowy termin „yin” (chiń. trad. 陰, chiń. upr. 阴), przeciwieństwo „yang” (chiń. trad. 陽, chiń. upr. 阳) używany w znaczeniu sanskryckiej „skandhy” zastąpił znakiem „zhong” (grupa).
Tłumaczenia Xuanzanga są znane z dokładności. Proces tłumaczenia składał się z kilku etapów:
1. Xuanzang osobiście tłumaczył sutrę (lub inny tekst) słownie z sanskryckiego rękopisu na język chiński
2. Jeden z mnichów transkrybował słowa Xuanzanga na papier
3. Znawca sanskrytu sprawdzał poprawność znaków sanskryckich
4. Korektor ideogramów potwierdzał akuratność chińskiego tekstu
5. Mnich sprawdzający znaczenie dokonywał weryfikacji po uważnym przestudiowaniu i przedyskutowaniu każdego przetłumaczonego zdania
6. Aranżer zdań układał je w odpowiedniej kolejności
7. Nadzorca rewizyjny przeglądał i weryfikował cały projekt[3]

### Prawdziwość sutr
Nie wszystkie sutry zostały stworzone przez samego Buddę. Znane są kanoniczne teksty, które zostały napisane przez mnichów, a nawet świeckich wyznawców. Niektóre zostały napisane przez Brahmę, inne przez Indrę. Jeszcze inne przez różne demony. Co więcej – nawet sutry wypowiedziane przez Buddę z biegiem czasu ulegały zmianom w czasie ustnego ich przekazywania.
Wiadomo, że niektóre teksty są bardzo stare, np. „Aṭṭhakavagga” i „Pārāyanavagga” z Sutty Nipaty należącej do zbioru palijskiego nikaj. Znajdują się one także w sanskryckich agamach (Saṃyukta Āgama i Ekottara Āgama).
Jednak wiele sutr – zarówno w języku palijskim, jak i języku sanskryckim – nie zostało wypowiedzianych przez samego Buddę dokładnie w takiej formie, w jakiej dotarły do naszych czasów. Mimo tego, zarówno wczesne, jak i mahajanistyczne sutry, są uważane za prawdziwe nauki Siakjamuniego, gdyż zawierają prawdziwego ducha Dharmy Buddy. Dlatego też mogą być uważane za prawdziwy zapis słów Buddy.
W buddyzmie chińskim pojawiły się sutry, które nie były tłumaczeniami z języków indyjskich, ale powstały w Chinach. Dzieli się je na dwie grupy:
- Sutry prawdziwe
- Sutry apokryficzne

#### Prawdziwe sutry chińskie
Prawdziwe chińskie sutry powstawały z dwu powodów:
1. Sutry przetłumaczone z języków indyjskich często nie były zgodne z myślą chińską lub z chińskim zrozumieniem buddyzmu. Konieczne więc było stworzenie odpowiedniego tekstu.
2. Chińczycy nie znajdywali tych tłumaczonych tekstów efektywnymi lub idealnymi sposobami nauczania buddyzmu.

Autorzy tych sutr (tak jak i sutr indyjskich) nie są znani, lecz skomponowali oni sutry z zamiarem szerzenia buddyzmu bardziej efektywnie i poprawnie. Te sutry są całkowicie zgodne z oryginalnymi naukami w świetle Pieczęci Trzech Praw:
1. Wszystkie rzeczy we wszechświecie zmieniają się nieustannie. (Wszystkie rzeczy są nietrwałe)
2. Wszystkie rzeczy we wszechświecie są wzajemnie połączone (lub we wzajemnych relacjach) (Żadna rzecz nie ma ego)
3. Ostateczna wolność, to pozbycie się gniewu, nienawiści i samoułudy. (Nirwana jest uspokojeniem)

Oto niektóre z prawdziwych chińskich sutr:
- Sutra Doskonałej Sieci (Fanwang jing)
- Sutra o Pierwotnym Działaniu Bodhisattwy (Pusa yingluo benye jing)
- Sutra o Medytacji na Buddę Amitabhę (Guan wuliangshou jing)
- Sutra o Niewymiernych Znaczeniach (Wuliangyi jing). Wstępna część Sutry Lotosu
- Sutra o Diamentowym Samadhi (Jingang sanmei jing)

Wszystkie te i podobne sutry znalazły się w kanonie Taishō Shinshū Daizōkyō.

#### Apokryficzne sutry chińskie
W początkowym okresie tłumaczenia sutr z języków indyjskich, sutry apokryficzne sfabrykowane zostały w celu interpretowania buddyzmu w terminach filozofii taoizmu. Były one robione w dobrej wierze dostosowania „barbarzyńskiej religii” do społeczeństwa chińskiego. Jednak z powodu zniekształcania buddyzmu, traktowane są jako apokryficzne, a nawet fałszywe.
Tego typu sutry można znaleźć w całej historii Chin, jednak są łatwo rozpoznawalne i należą do następujących kategorii:
- 1. Długie teksty wczesnych tłumaczeń

Należy tu np. tekst Jātakamāla (Wianek historii narodzeniowych). Tłumacz pracował bez słownika, bez gramatyki i bez pomocy ze strony indyjskiej. Jednym ze skutków było podmienianie słów i fraz z innych tekstów zawierających te same słowa. Np. słowo vyāghrī (tygrysica) z tłumaczonego manuskryptu, zostało zamienione na vyāghrī-parivarta wzięte z ostatniego rozdziału Suvarṇa-prabhāsa-(uttamarāja)sūtra (T 665; K 127)
- 2. Teksty zrównujące buddyzm z taoizmem lub używające taoistycznej terminologii i ideologii do wyrażenia myśli buddyjskiej. Ostatecznie użycie taoistycznej, a nawet konfucjańskiej terminologii zdecydowanie pomogło buddyzmowi zaadaptować się w Chinach.
- 3. Teksty, które starały się zaadaptować buddyjską doktrynę do potrzeb chińskich buddystów. Należą tu np. teksty głoszące kult przodków i powinności rodzinnych.
- 4. Teksty, które wiążą buddyzm z tradycyjnymi ludowymi wierzeniami
- 5. Sutry skrócone (chaojing) i uproszczone.

Podobno sam książę Jingling (459-494) z dynastii Południowej Qi osobiście zestawił 36 skróconych sutr dla swojego ojca. Były wśród nich:
Skrócona Sutra Girlandowa (Chao huayan jing), czyli Avatamsaka Sutra.
Skrócona Sutra Wielkiego Zbioru (Chao fangdeng daji jing), czyli Mahā-saṃnipāta Sūtra.
Sutra Lotosu, rozdział 23 (Bodhisattwa Król Medycyny) i „zamknięcie sutry” (Medytacja na Bodhisattwę Powszechnej Cnoty)
- 6. Teksty „przekazane” przez kogoś twierdzącego, że w stanie wizji medytacyjnej Budda podyktował tę sutrę

Przykładem może być słynna mniszka Sengfa (ur. 489), która od dzieciństwa wchodziła w ekstatyczne stany medytacyjne. W transie recytowała różne „sutry”, jakby je od kogoś otrzymywała. Wywarła tym wielkie wrażenie nawet na cesarzowej Wu z dynastii Liang. W chińskim kanonie znajduje się 21 jej sutr.
Do tej klasy należą także tybetańskie teksty „gter.ma” (terma)
- 7. Sutry skomponowane aby wykorzystać buddyzm w jakimś celu. Są one dwojakiego rodzaju:

Stworzone przez samych buddystów
Stworzone przez niebuddystów w celu zdyskredytowania buddyzmu

### Ważniejsze sutry mahajany
- Sutra Diamentowa
- Sutra Mahapradżniaparamity
- Sutra Serca
- Sutra Surangama
- Sutra Lankavatara
- Sutra Lotosu
- Sutra Parinirwany
- Sutra Avatamsaka
- Sanghata Sutra

Jednym z najważniejszych tekstów związanych ze szkołą chan była
- Sutra Szóstego Patriarchy Huinenga (chiń. liuzu tanjing).

Był tak ważnym tekstem dla tej szkoły, że nazwano go „sutrą’.

## Hinduizm
Sutry spotyka się w różnych okresach i pismach w hinduizmie. Przykłady:
- Brahmasutry
- Jogasutry
- Dharmasutry
- Tirukkural